# Johann Daniel Kaufman
Pour les articles homonymes, voir Kaufman.
Johann Daniel Kaufman (ou Jean Daniel Kaufman) est un orfèvre actif à Strasbourg à la fin du XVIIe siècle.

## Biographie
Fils de Daniel Kaufman (maître orfèvre en 1652), il est lui-même reçu maître en 1682. Sans doute établi à Barr ou à Heiligenstein, il ne figure pas au Livre de bourgeoisie de Strasbourg.

## Œuvre

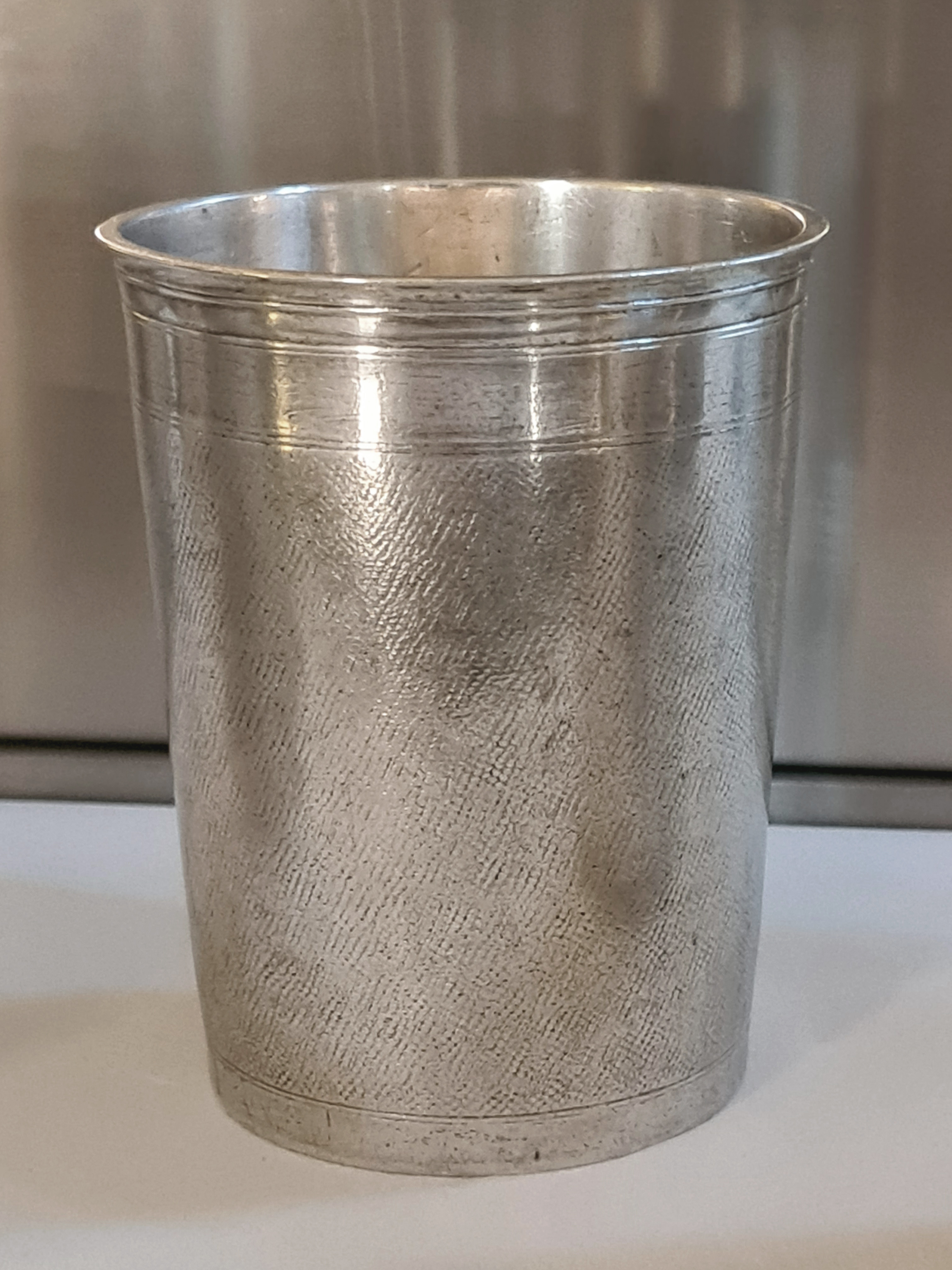
Gobelet de Magistrat (vers 1689).

Le musée des Arts décoratifs de Strasbourg conserve un gobelet de Magistrat cylindrique en argent partiellement doré, dont la dorure est très usée à l'intérieur. Le corps est amati, alors que les bords supérieur et inférieur sont constitués d'une bande unie, moulurée de filets.
La pièce porte le poinçon du maître, ainsi que le 13 à fleur de lis (Strasbourg). Sous le piètement figurent les armes de Heiligenstein. La date n'est pas explicite, elle est estimée vers 1689 ou 1690.